# Нумідія (Пенсільванія)
Нумідія (англ. Numidia) — переписна місцевість (CDP) в США, в окрузі Колумбія штату Пенсільванія. Населення — 274 особи (2020).

## Географія
Нумідія розташована за координатами 40°52′43″ пн. ш. 76°24′17″ зх. д. / 40.87861° пн. ш. 76.40472° зх. д. (40.878606, -76.404719).  За даними Бюро перепису населення США в 2010 році переписна місцевість мала площу 2,75 км², з яких 2,73 км² — суходіл та 0,02 км² — водойми.

## Демографія
Згідно з переписом 2010 року, у переписній місцевості мешкали 244 особи в 99 домогосподарствах у складі 68 родин. Густота населення становила 89 осіб/км².  Було 116 помешкань (42/км²).
Расовий склад населення:
| - 98,0 % — білих - 0,4 % — корінних американців - 0,4 % — чорних або афроамериканців |

До двох чи більше рас належало 1,2 %. Частка іспаномовних становила 0,8 % від усіх жителів.
За віковим діапазоном населення розподілялося таким чином: 19,7 % — особи молодші 18 років, 63,5 % — особи у віці 18—64 років, 16,8 % — особи у віці 65 років та старші. Медіана віку мешканця становила 44,5 року. На 100 осіб жіночої статі у переписній місцевості припадало 90,6 чоловіків;  на 100 жінок у віці від 18 років та старших — 86,7 чоловіків також старших 18 років.
Середній дохід на одне домашнє господарство  становив 81 148 доларів США (медіана — 83 472), а середній дохід на одну сім'ю — 103 135 доларів (медіана — 86 250). Медіана доходів становила 49 896 доларів для чоловіків та 41 806 доларів для жінок. За межею бідності перебувало 1,8 % осіб, у тому числі 0,0 % дітей у віці до 18 років та 0,0 % осіб у віці 65 років та старших.
Цивільне працевлаштоване населення становило 113 осіб. Основні галузі зайнятості: освіта, охорона здоров'я та соціальна допомога — 31,0 %, виробництво — 27,4 %, роздрібна торгівля — 19,5 %.